# Römische Villa Valdonega
Die römische Villa Valdonega sind die Ruinen einer römischen Villa aus dem 1. Jahrhundert n. Chr. in einem Vorort des römischen Verona im Tal von Valdonega. Von der ursprünglichen Struktur, die 1957 während des Baus einer Wohnanlage entdeckt wurde, sind drei Räume erhalten geblieben, die L-förmig angeordnet waren und sich wahrscheinlich zum Hof oder Garten hin öffneten.

## Beschreibung

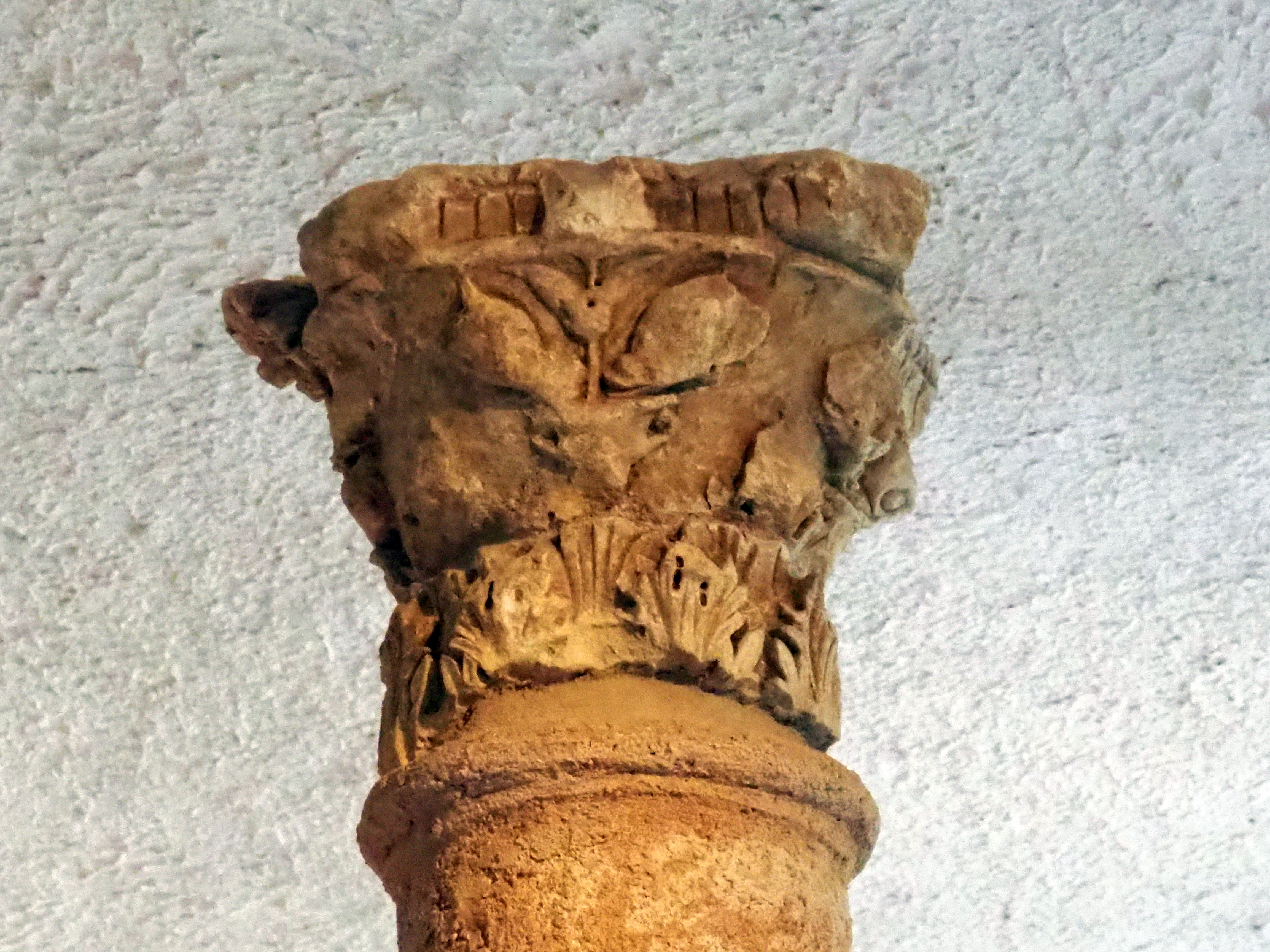
Das mit Delfinen geschmückte Kapitell, das die Datierung des Bauwerks auf die erste Hälfte des 1. Jahrhunderts ermöglicht

Die ehemals luxuriöse Vorstadt-Villa, außerhalb der städtischen Anlage des römischen Verona gelegen, folgte dem Hang des Geländes und war daher wahrscheinlich in mehreren Pavillons auf mehreren Ebenen angeordnet, konnte also einen Panoramablick auf die Stadt haben. Von der Villa wurden bei den 1957 begonnenen Ausgrabungen nur drei Räume auf einer großen Veranda gefunden, da sich der Rest der ursprünglichen Struktur unter modernen Gebäuden befindet. Der L-förmige Säulengang war vermutlich zum Hof oder Garten des Hauses hin offen; daran entlang öffnen sich die großen Fenster des Hauses, während die Säulen, von denen nur die Fundamente erhalten geblieben sind, unregelmäßige Abstände haben, damit das Licht nicht behindert wird. Am nördlichen Ende des Portikus gibt es Stufen, die zu den oberen Terrassen führten.
Der Hauptraum ist ein großer rechteckiger Raum, der für das Triclinium bestimmt ist, das heißt der Raum, in dem der Besitzer mit den Gästen auf drei Liegen neben der Kolonnade zu Mittag aß. Dieses Ambiente wird als oecus corinzio interpretiert, eine besondere Typologie von Triklinien, die andere Beispiele in ähnlicher Struktur und Dekoration in den Domus von Rom und Pompeji hat. Dieser Raum hatte eine dreiseitige Säulenhalle und auf der einzigen säulenlosen Seite eine Tür, die von zwei nach Süden geöffneten Fenstern flankiert war. Die Säulen sind aus rosafarbenem Stein mit bildlichen Kapitellen, von denen eines mit Delfinen geschmückt und das auf die erste Hälfte des 1. Jahrhunderts datiert wurde. Der zentrale Teil des Raumes sollte mit einem Gewölbe aus Schilfrohrdecke bedeckt gewesen sein, das mit Holzstangen an dem darüber liegenden Dach befestigt war, während der zwischen den Säulen und den Außenwänden befindliche Raum durch eine flache Abdeckung gekennzeichnet war. Der Raum ist mit Mosaiken ausgekleidet, mit schwarzen Fliesen außen und weißen in der Mitte, während zwischen den Säulen Wandplatten sind, die durch polychrome Dekorationen von Blättern und Vögeln gekennzeichnet sind und durch bichrome Dekorationen mit verschiedenen pflanzlichen Figuren. An den Wänden war ein Fresko mit einem Garten.
Ein zweiter Raum ist durch einen kleinen Übergangssaal vom Hauptraum getrennt, der nur über ein großes Panoramafenster mit Blick auf die L-förmige Veranda verfügte. Auch dieser Saal ist reich dekoriert: Der Mosaikboden ist weiß mit schwarzem Rahmen, während die Wände mit einem weißen Sockel zwischen zwei roten Streifen bemalt sind, in denen Pflanzen und Vögel zu sehen sind, im oberen Band waren Greifen mit Füllhörnern, weibliche Masken und Stillleben vertreten.
Die beiden Räume und der Übergangsraum sind durch einen langen und schmalen Raum flankiert, ohne Öffnungen, vermutlich ein Servicebereich, der dazu bestimmt war, die bewohnten Bereiche von der Feuchtigkeit des Geländes des Hügels zu isolieren.

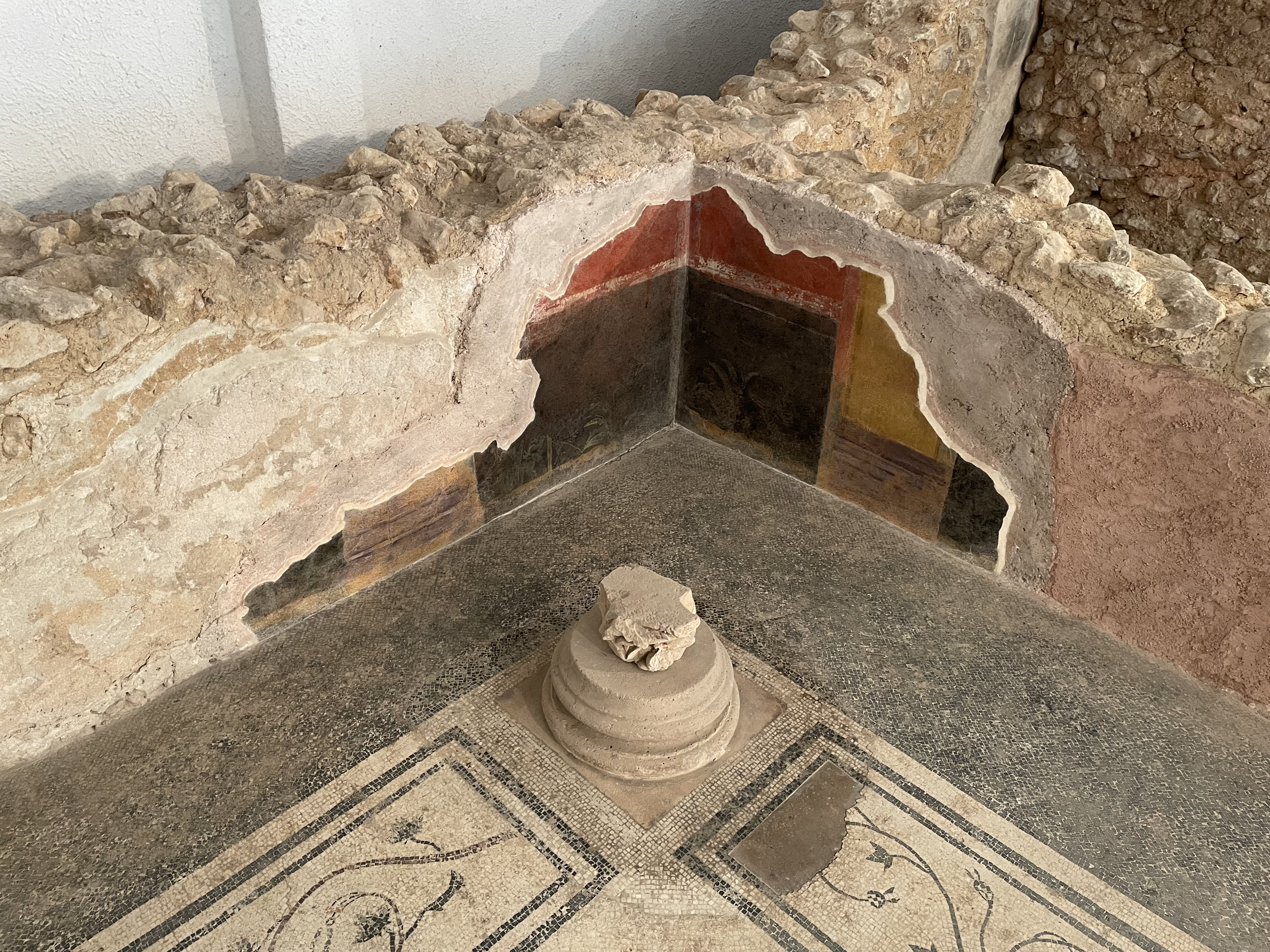
Mosaikboden und Seitenbemalung in den restaurierten Teilen
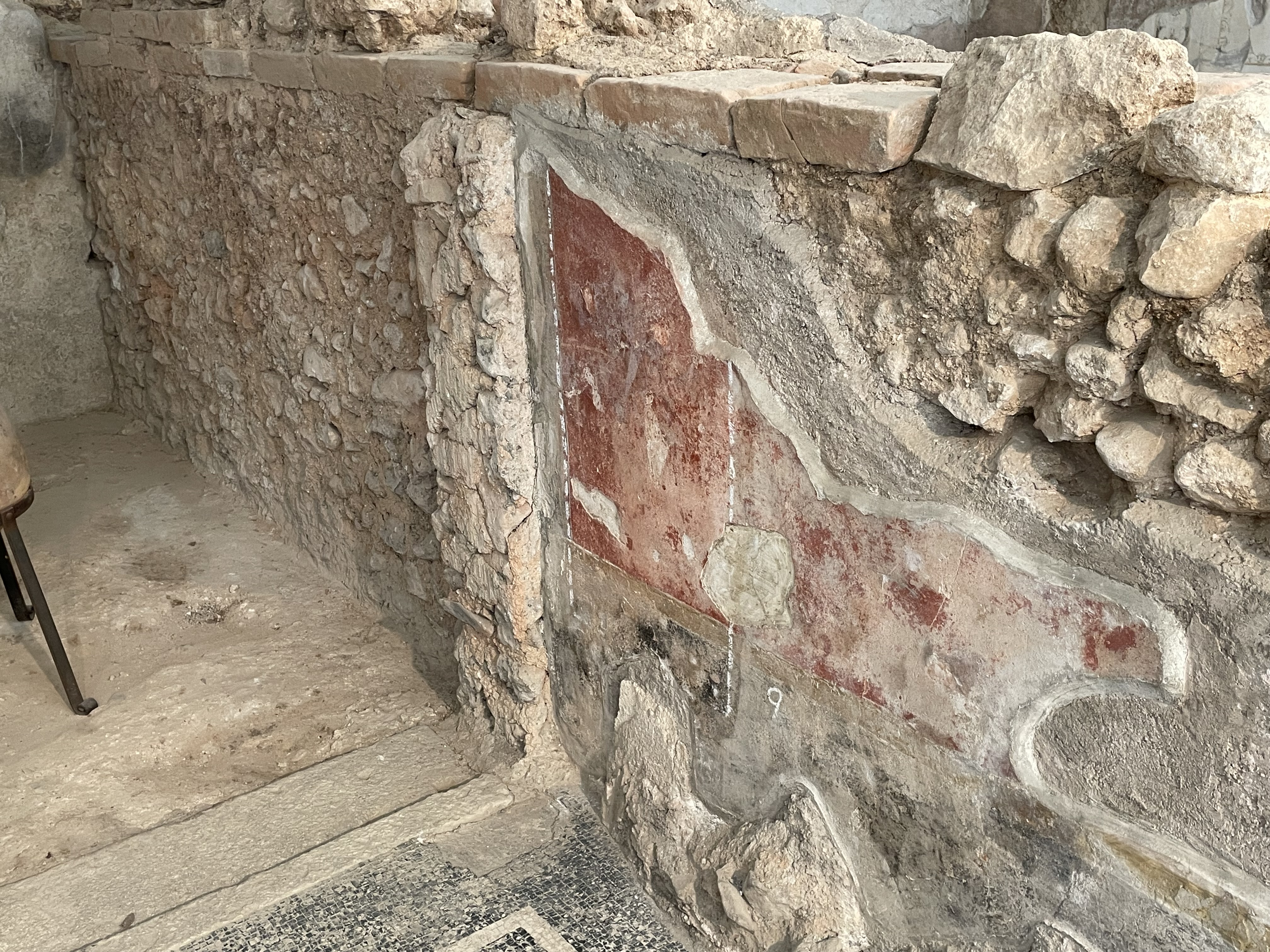
Mosaikboden
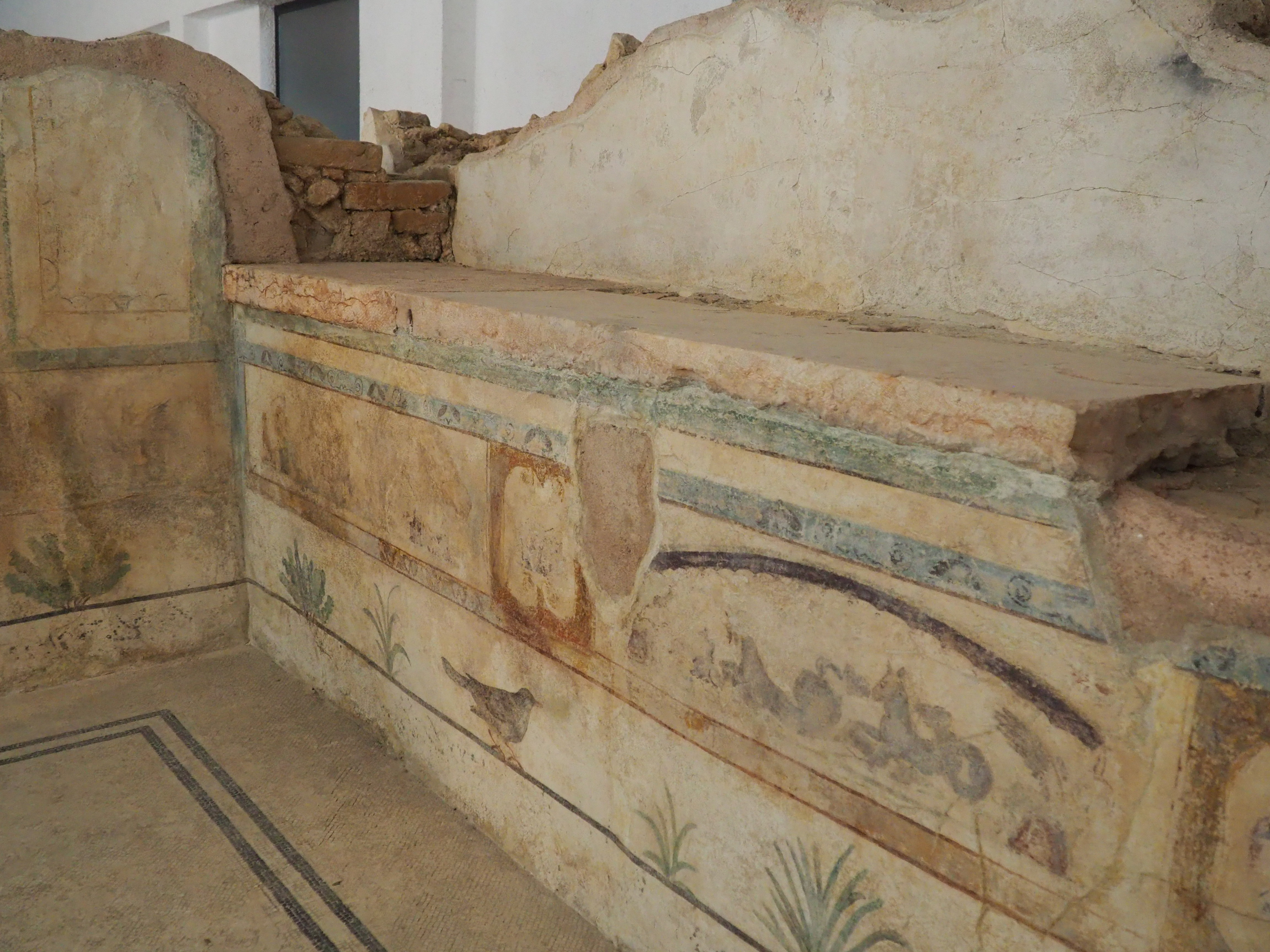
Erhaltene Seitenbemalungen mit Tier-, Pflanzen, Figuren- und Menschendarstellungen
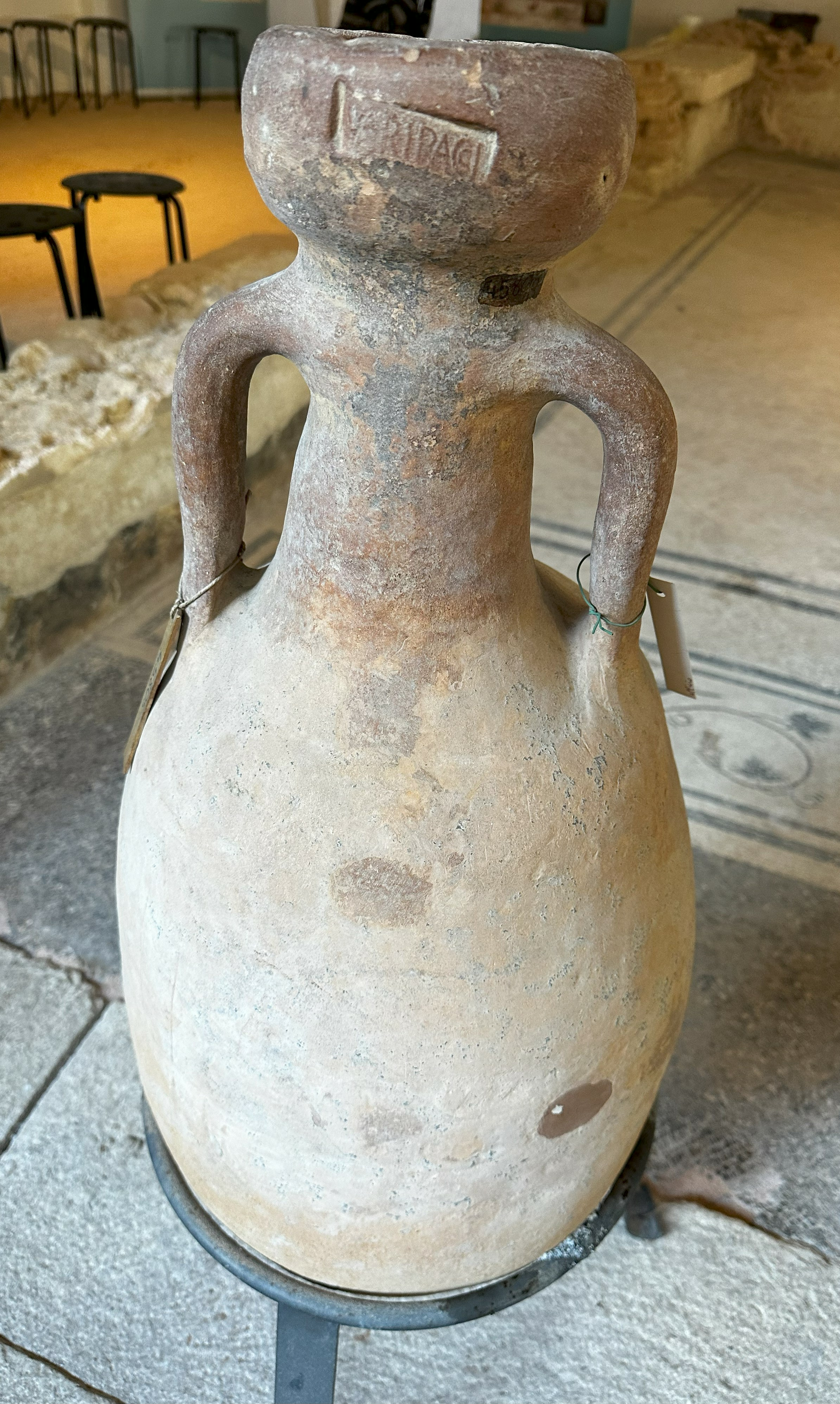
Amphore mit Produktionsstempel
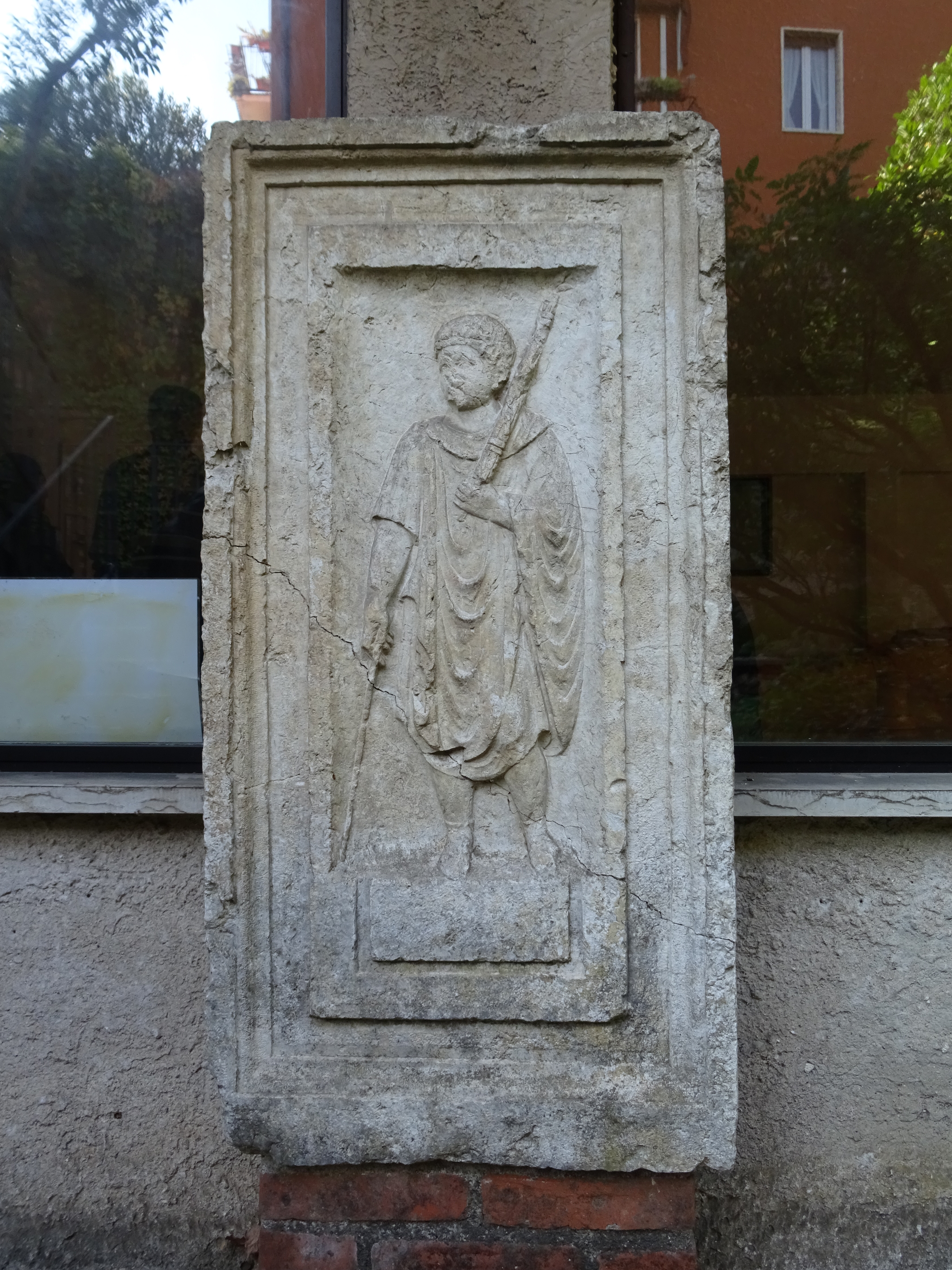
Vermutlicher Grabstein oder Epitaph im Garten des Museums